# Tephritis multiguttata
Tephritis multiguttata är en tvåvingeart som först beskrevs av Becker 1913.  Tephritis multiguttata ingår i släktet Tephritis och familjen borrflugor.
Artens utbredningsområde är Iran. Inga underarter finns listade i Catalogue of Life.